# 張檉芳
張檉芳（？—1644年），別號中柱，順天府通州民籍，浙江寧波府鄞縣人。

## 生平
万历二十五年順天鄉試舉人，四十四年丙辰科進士，都察院觀政，四十六年丁憂，服闋，授行人，天啓元年（1621年）主考貴州，二年擢吏部主事，历文选司郎中，公正自持，吏部尚书趙南星器重之。改騐封司郎中。天启中，魏忠贤弄权，急请告归。时乡里民多被徭役破家，甚至鬻子以应。柽芳力陈当事，民困以苏。天启七年十二月，崇禎皇帝即位後，起復為吏部文選司郎中，凡附逆珰迁秩者一概澄清，小人側目。崇禎元年四月，被彈劾罷職，以張振秀代之。未几告归，家置义仓以备荒。庚辰大饥疫，设粥食之，全活千计。又以兴利除害为己任。崇禎十七年（1644年）甲申之变为贼帅所执，年逾七十，炮烙栲锻，惨毒备至，抗节不屈，骂贼而死，闻者壮之。

## 家族
祖父张铎，寿官。父張汝濟（1541年－1616年），號育泉，隆慶丁卯鄉試舉人，官山東蒲台縣知縣。母蕭氏（1545年－1602年）。兄張杞芳兩子張文烶、張文煇，均崇禎七年進士。